# Claire McCardell
Claire McCardell (24 maggio 1905 – 22 marzo 1958) è stata una stilista statunitense di abbigliamento prêt-à-porter.
Le viene attribuita la creazione di abbigliamento sportivo americano.

## Biografia

### Primi anni di vita
McCardell era la maggiore di quattro figli nati da Eleanor e Adrian McCardell a Frederick, nel Maryland. Adrian era un senatore dello stato del Maryland e presidente della Banca nazionale della contea di Frederick. Da bambina, a McCardell è stato dato il soprannome di "Kick" per la sua capacità di impedire ai ragazzi di prenderla in giro.

### Studi
Affascinata dalla moda sin dalla giovane età, McCardell voleva trasferirsi a New York City per studiare design della moda all'età di 16 anni. Non volendo mandare un'adolescente così lontano, il padre di McCardell la convinse a iscriversi al programma di economia domestica al Hood College. Dopo due anni di studio nel Maryland, McCardell si trasferì a New York e si iscrisse a Parsons (allora conosciuta come la New York School of Fine and Applied Art). Nel 1927, McCardell andò a Parigi, continuando i suoi studi alla scuola di Parsons presso Place des Vosges. A Parigi, McCardell e i suoi compagni di classe hanno acquistato campioni da stilisti come Madeleine Vionnet per smontarli e studiarne la struttura.
McCardell si laureò a Parson con un certificato in costume nel 1923. Dopo la laurea, fece lavori particolari disegnando in un negozio di abbigliamento alla moda, dipingendo fiori su paralumi di carta e fungendo da modella di abiti per B. Altman. Quindi ha incontrato il designer Robert Turk.

### Vita personale e morte
Nel 1943, McCardell sposò l'architetto Irving Drought Harris, nato in Texas che aveva avuto due figli da un precedente matrimonio, e stabilì la residenza base a Manhattan.
La vita e il lavoro di McCardell furono interrotti da una diagnosi di cancro terminale del colon nel 1957. Con l'aiuto dell'amica di lunga data e compagna di classe, Mildred Orrick, McCardell completò la sua ultima raccolta dal suo letto d'ospedale. Esce dall'ospedale per presentare la sua ultima sfilata. McCardell morì il 22 marzo 1958 all'età di 52 anni.
Dopo la sua morte, la famiglia di McCardell ha deciso di chiudere il marchio. Suo fratello spiegò: "Non è stato così difficile [chiudere il marchio]. Le idee di Claire sono sempre state solo sue."

## Carriera

### Anni '30 - '40
Alla fine del 1930, McCardell iniziò a lavorare come assistente designer per Robert Turk. Poco dopo, Turk si trasferì in una società più grande, Townley Frocks, e portò con sé McCardell. Nel 1932, Turk annegò e a Claire fu chiesto di finire la sua linea di autunnale.
Come capo progettista a 27 anni, si recò presto a Parigi per l'ispirazione, così come la maggior parte dei designer americani. Non interessata a copiare l'alta moda europea, McCardell ha cercato ispirazione nell'arte e nella street fashion. Durante gli anni '30, iniziò a mostrare innovazioni come fusciacche, cravatte strette e l'uso di dettagli da uomo che sarebbero diventati parte della sua firma di design. Nel 1938, modernizzò il dirndl. Ha anche aperto la strada ai completi abbinati.

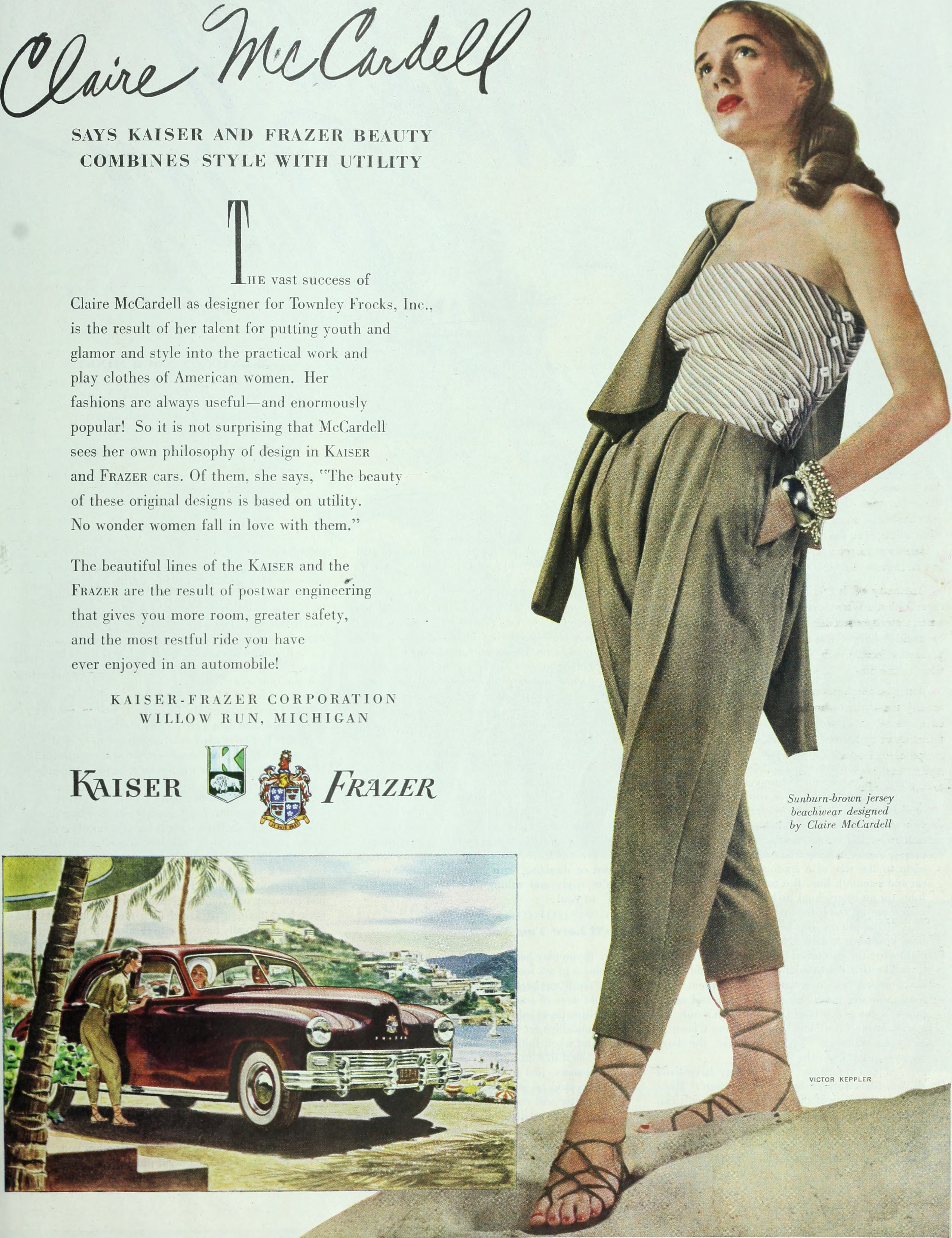
Costumi da bagno disegnati da McCardell intorno al 1948

Nel 1938, Claire McCardell presentò il Monastic Dress un abito drappeggiato dal taglio sbieco. Non aveva cuciture in vita e pendeva liberamente, ma con una cintura versatile poteva essere adattato per abbracciare con grazia le curve di una donna. Best & Co. ha venduto l'abito in esclusiva a $ 29,95 ed è andato esaurito in un giorno. Il "Monastic Dress" è stato ampiamente copiato e il costo del tentativo di fermare la contraffazione ha portato Townley Frocks al fallimento.
Dopo la chiusura di Townley Frocks, Hattie Carnegie assunse McCardell per lavorare per la sua famosa ditta di sartoria, ma i suoi progetti non ebbero successo con i clienti di Carnegie, che erano alla ricerca di prodotti più elaborati. Mentre lavorava per Hattie Carnegie, McCardell conobbe Diana Vreeland (allora all'Harper's Bazaar ). Sarebbe diventata amica ed esempio per tutta la vita di McCardell. Nel 1940, poco prima di lasciare Carnegie, McCardell partecipò alla sua ultima sfilata parigina, preferendo da quel momento in poi evitare qualsiasi influenza francese sui suoi vestiti.
Townley Frocks riaprì nel 1940 sotto una nuova gestione e McCardell tornò al marchio. Le etichette dell'azienda recitavano quindi "Claire McCardell Clothes di Townley", rendendola una delle prime designer americane ad avere il riconoscimento del nome.
La seconda guerra mondiale tagliò fuori i designer americani dall'ispirazione europea e limitò la disponibilità di alcuni materiali. McCardell prosperò, sotto queste restrizioni. Sebbene molti designer li considerassero troppo semplici, McCardell già lavorava con tessuti come denim, calicò e jersey di lana che erano facilmente disponibili durante la guerra. Ha reso popolari le ballerine quando, in risposta alla carenza di pelle, McCardell ha commissionato a Capezio di produrre una gamma di ballerine da abbinarsi ai suoi disegni. Quando il governo annunciò un surplus di materiali in cotone per mongolfiere nel 1944, McCardell li acquistò rapidamente, usandoli per progettare abiti che le donne americane indossavano con patriottico orgoglio.
Nel 1941, McCardell produsse una linea di completi che creavano nove abiti da cinque pezzi. I pezzi includevano una gonna in taffetà, un top in jersey e una giacca in jersey. Quello stesso anno, ha mostrato il suo primo "Kitchen Dinner Dress". Realizzato in cotone, era composto da una gonna a ruota con un grembiule attaccato.
Nel 1942, McCardell creò il suo famoso " Popover Dress ". Era una risposta alla sfida di Harper's Bazaar per creare qualcosa che fosse alla moda, si potesse indossare per pulire la casa e, successivamente, indossare per un cocktail party. Il semplice abito grigio veniva fornito con una presina coordinata che si adattava alla tasca dell'abito. Il "Popover Dress" è stato venduto per $ 6,95 e oltre 75.000 esemplari sono stati venduti nella prima stagione. Questi abiti sono diventati un punto fermo delle collezioni McCardell e nel tempo hanno realizzato versioni in diverse lunghezze e tessuti. Il "Popover Dress" ricevette una citazione dall'American Fashion Critics Association e nel 1943 McCardell vinse un Coty Award.
A partire dal 1945, McCardell è stato presentato come un designer "American Look" dai grandi magazzini Lord & Taylor. Nel 1946, McCardell vinse il premio per il miglior designer di abbigliamento sportivo e nel 1948 vinse il premio Neiman-Marcus.

### Anni '50
Man mano che la fama di McCardell cresceva, aumentava anche la sua influenza all'interno di Townley. Nel 1952, divenne partner dell'azienda.
Dopo la guerra, McCardell ha lavorato come critica volontaria nel dipartimento di design della moda di Parsons. Nel 1950, il presidente Harry S. Truman, Bess Truman e Margaret Truman conferirono a McCardell il premio Donna dell'anno dal Women's Press Club. Questo è stato il premio che McCardell ha apprezzato maggiormente.
Nell'aprile del 1953, la Frank Perls Gallery di Beverly Hills lanciò una mostra retrospettiva di vent'anni sui capi McCardell. La mostra comprendeva il "vestito monastico", il "costume da bagno con fianchette incrociate ", le ballerine Capezio e pezzi ispirati all'abbigliamento da lavoro con rivetti. Nella sua introduzione alla mostra, il rivenditore Stanley Marcus ha scritto: "... è una delle designer veramente creative che questo paese ha prodotto... È in America ciò che Vionnet era in Francia".
Nel 1954, ha lavorato a un comitato consultivo formato da Time Inc. per creare una nuova rivista che sarebbe diventata Sports Illustrated.
McCardell ha pubblicato un libro intitolato What Shall I Wear? The What, Where, When, and How Much of Fashion nel 1957.

## Eredità e influenza
Nel 1981 Lord & Taylor ripubblicarono il "Popover Dress" come parte di una retrospettiva di McCardell nel loro negozio della Fifth Avenue a Manhattan. Le versioni del "Popover Dress" sono tenute dal Metropolitan Museum of Art, la Rhode Island School of Design e il Museum at FIT Le versioni del "Monastic Dress" sono conservate dal Metropolitan Museum of Art e LACMA.
Nel 1990, Life nominò McCardell come uno dei 100 americani più importanti del ventesimo secolo. Un anno dopo, è stata introdotta nella Hall of Fame delle donne del Maryland.
Nel 1998, quarant'anni dopo la sua morte, tre retrospettive separate dell'opera di Claire McCardell furono messe in scena al Metropolitan Museum of Art, Fashion Institute of Technology e alla Maryland Historical Society a Baltimora.
Stilisti come Isaac Mizrahi, Donna Karan, Calvin Klein, Norma Kamali e Cynthia Rowley sono stati tutti influenzati da McCardell. La linea di primavera-estate 1999 di Anna Sui è stata direttamente ispirata dal suo lavoro. Del lavoro di McCardell, Anna Sui ha detto: "Ciò che apprezzo davvero è la sua sensibilità al tessuto, anche con tessuti più costruiti come il denim. Li ha resi tutti così morbidi e drappeggiati. Le spalline che ha fatto erano così moderne. La cosa è che, se guardi alcune delle cose che ha fatto, non puoi credere che fossero degli anni '40. ''

## Caratteristiche dei disegni McCardell
- Abito monastico del 1938: a maniche corte, sfoderato, maniche larghe, tasche applicate, vita con cintura per creare forma
- Abito Popover 1942 - abito avvolgente versatile che può essere usato come costume da bagno, copriletto, vestaglia o abito da sera[27]
- Costume da bagno con fianchette incrociate: realizzato in cotone leggero con un pannello che si avvolgeva tra le gambe ed era fissato da sottili stringhe[28]
- Costumi da bagno affusolati in lana
- Ballerine come calzature di tutti i giorni[12]
- Tasche per pantaloni e pieghe nell'abbigliamento femminile
- Prendisole e abbigliamento casual[29]
- Tessuto drappeggiato e arricciato per accentuare la forma naturale del corpo[30]
- Uso di tessuti comuni in fibra naturale come cotone, twill, percalle, denim e jersey in una varietà di capi, non solo come abbigliamento da giorno[1]
- Eliminazione di indumenti intimi altamente strutturati come corsetti, crinoline e guaine
- Uso di rivetti e altri elementi di fissaggio per indumenti da lavoro[2]